# Цискари
Цискари (груз. ცისკარი — Заря) — ежемесячный литературный журнал, издававшийся (с перерывами) в 1852—1875 годах на грузинском языке.
Был основан в 1852 году грузинским князем Г. Эристовым при покровительстве наместника кавказского князя М. С. Воронцова, который лично испросил разрешение на издание у Николая I. Воронцов даже сразу выписал 100 экземпляров журнала для учениц, созданного его женой Елизаветой Ксаверьевной учебного заведения Св. Нины.
В 1852—1853 годах «Цискари» возглавлял Эристов; журнал выходил в типографии Патканова. Из-за недостаточного количества подписчиков в конце 1853 года издание было приостановлено и возобновилось только в 1857 году, когда им стал руководить Иван Кереселидзе. В 1857 году он начал печататься в типографии «Цискри», а в 1870 году в типографии М. Мартирозяна, затем Эквтиме Хеладзе.
В разное время участие в журнале принимали Г. Д. Орбелиани, В. В. Орбелиани, Ал. Орбелиани, Иоселиани, Кипиани, Туманов и др. В «Цискари» публиковались произведения Сулхан-Саба Орбелиани, Давида Гурамишвили, Ал. Чавчавадзе, Николоза Бараташвили и других, которые ранее распространялись в виде рукописей. А также произведения грузинских писателей XIX века: Н. Бараташвили, Д. Чонкадзе, Л. Ардазиани, Ант. Пурцеладзе, И. Чавчавадзе, А. Церетели, Г. Церетели, Раф. Эристави и др. Были изданы переводы произведений Пушкина, Лермонтова, Некрасова, Жуковского, Тургенева, Байрона, Беранжа, Гюго, Диккенса и многих других русских и европейских писателей; печатались исторические, литературные, публицистические статьи.
В 1875 году вышел всего один номер, после чего выход журнала прекратился.
С 1956 года в Тбилиси стал издаваться с названием «Цискари» ежемесячный литиретурно-художественный и общественно-политический журнал, орган ЦК ЛКСМ и Союза писателей Грузинской ССР; главный редактор — Д. А. Чарквиани (с 1973). Тираж в 1973 году составлял около 27 тыс. экземпляров.
В 2010 году появился журнал с прежним названием, который позиционируется как продолжение легендарного грузинского литературного журнала.